# Helene (maan)
Helene is een natuurlijke maan van Saturnus, ontdekt door Pierre Laques en Jean Lecacheux in 1980 door middel van opnames genomen in het Pic du Midi Observatorium. De maan deelt de baan van Dione, en bevindt zich in het leidende Lagrangepunt (L4).

## De naam
De maan is vernoemd naar Helena een figuur uit de Griekse mythologie, een dochter van de oppergod Zeus en Leda. Andere namen voor deze maan zijn; Saturnus XII, S/1980 S6 en Dione B vanwege de gedeelde baan met Dione.